# Aidan Turner
Aidan Turner (* 19. června 1983 Clondalkin, Irsko) je irský herec.

## Herecká kariéra
Po absolvování The Gaiety School of Acting v roce 2004 začal hrát v divadle. A to zejména v národním irském divadle –  The Abbey Theatre. Objevil se v různých divadelních inscenacích jako The Plough and the Stars, Romeo and Juliet, A Cry from Heaven. Jeho první televizní role byla v prvním díle seriálu Tudorovci. Poté si zahrál v populárním irském televizním dramatu The clinic a ve filmu Alarm. Během této doby jsme ho mohli vídat ještě v dalším seriálu, a to Cena za lidskost (Being Human), kde si střihl roli upíra Johna Mitchella, žijícího s duchem a vlkodlakem.
V roce 2009 dostal roli malíře a básníka Danteho Gabriela Rossettiho v seriálu BBC Desperate Romantics. V seriálu s ním hrál např. herec Rafe Spall. Následoval kritiky oslavovaný televizní film Hattie. A v roce 2011 obsadil Peter Jackson Aidana do jeho dosud nejznámější role – trpaslíka Kíliho v trilogii Hobit. Tato filmová trilogie se točila 14 měsíců na Novém Zélandu.
Mezi jeho herecké kolegy z těchto filmů patří např. Ian McKellen, Richard Armitage, Martin Freeman, Lee Pace, Evangeline Lilly, Orlando Bloom, Luke Evans, Adam Brown či Dean O'Gorman, který hraje Fíliho a ze kterého se stal jeho nejlepší přítel. Jako vlkodlak/lovec stínů Luke Garroway zabíjel démony ve fantasy filmu na motivy knih Cassandry Clare – Mortal Instruments: Město z kostí. V tomto filmu si zahrál např. i Jonathan Rhys Meyers, který ztvárnil hlavní postavu v seriálu Tudorovci.

## Filmografie
- 2015 Až tam nezbyl žádný
- 2015 Poldark – Ross Poldark (seriál)
- 2014 Hobit: Bitva pěti armád – Kíli
- 2013 Hobit: Šmakova dračí poušť – Kíli
- 2013 Mortal Instruments: Město z kostí – Luke Garroway
- 2012 Hobit: Neočekávaná cesta – Kíli
- 2011 Hattie – John Schofield
- 2009 Desperate Romantics – Dante Gabriel Rossetti (seriál)
- 2008 Alarm – Mal
- 2008 Cena za lidskost – upír John Mitchell (seriál)
- 2008 The Clinic – Ruairí McGowan (seriál)
- 2007 Tudorovci (seriál)